# Světový pohár v judu 2012
Světový pohár (SP) v judu tvoří během roku turnaje, na kterých se bojuje především o body ke kvalifikaci na olympijské hry. Turnaje jsou odstupňované podle prestiže a mimo bodů jsou i finančně dotované.

## Vítězové SP v roce 2012

### Turnaj mistrů
| turnaj | měsíc | rod  | superlehká váha | pololehká váha | lehká váha    | polostřední váha | střední váha  | polotěžká váha | těžká váha   |
| ------ | ----- | ---- | --------------- | -------------- | ------------- | ---------------- | ------------- | -------------- | ------------ |
| Almaty | Leden | muži | R. Sobirov      | S. Mijáragčá   | Wang Ki-čchun | E. Mammadli      | M. Nišijama   | M. Rakov       | R. Silva     |
| Almaty | Leden | ženy | T. Fukumiová    | J. Nišidaová   | K. Macumotová | J. Uenová        | L. Décosseová | M. Aguiarová   | Čchin Čchien |

### Grand Slam (GS) / Grand Prix (GP)
Turnaje světového poháru organizované Mezinárodní judistickou federací (IJF).

#### Muži
| turnaj | turnaj         | měsíc    | superlehká váha | pololehká váha | lehká váha     | polostřední váha | střední váha     | polotěžká váha | těžká váha     |
| ------ | -------------- | -------- | --------------- | -------------- | -------------- | ---------------- | ---------------- | -------------- | -------------- |
| GS     | Paříž          | Únor     | R. Sobirov      | D. Larose      | S. Ňam-Očir    | O. Bischof       | D. Choriev       | N. Tüvšinbajar | T. Riner       |
| GP     | Düsseldorf     | Únor     | Čang Čin-min    | A. Gadanov     | Wang Ki-čchun  | O. Bischof       | V. Lipartelijani | M. Rakov       | A. Tölzer      |
| GP     | Baku           | Květen   | I. Muškijev     | M. Kodera      | R. Orudžov     | T. Safgulijev    | J. Panasenkov    | E. Mammadov    | M. Momose      |
| GS     | Moskva         | Květen   | N. Takató       | M. Farmonov    | J. Nišijama    | M. Chabačirov    | I. Iliadis       | R. Sajidov     | A. Tangrijev   |
| GS     | Rio de Janeiro | Červen   | B. Šukvani      | D. Lavrentěv   | M. Contini     | V. Penalber      | V. Lipartelijani | I. Cirekidze   | A. Okruašvili  |
| GP     | Abú Zabí       | Říjen    | B. Mudranov     | N. Šichalizade | M. Kodzokov    | V. Penalber      | K. Voprosov      | S. Samojlovič  | M. Momose      |
| GP     | Čching-tao     | Listopad | G. Cherlen      | D. Tömörchüleg | D. Van Tichelt | V. Penalber      | Čcheng Sün-čao   | J. Kumaširo    | M. Paškevičius |
| GS     | Kano Cup       | Prosinec | N. Takató       | Dž. Morišita   | Š. Óno         | Kim Če-pom       | I Kju-won        | D. Kobajaši    | Kim Song-min   |

#### Ženy
| turnaj | turnaj         | měsíc    | superlehká váha | pololehká váha | lehká váha      | polostřední váha     | střední váha  | polotěžká váha | těžká váha     |
| ------ | -------------- | -------- | --------------- | -------------- | --------------- | -------------------- | ------------- | -------------- | -------------- |
| GS     | Paříž          | Únor     | T. Fukumiová    | J. Nišidaová   | T. Monteirová   | M. Tanakaová         | H. Tačimotová | M. Aguiarová   | M. Tačimotová  |
| GP     | Düsseldorf     | Únor     | C. Van Snicková | J. Hašimotová  | K. Macumotová   | Čong Ta-un           | R. Sraková    | K. Harrisinová | L. Polavderová |
| GP     | Baku           | Květen   | E. Şahinová     | N. Tanimotová  | K. Gasimovová   | H. Jasumacuová       | R. Sraková    | G. Karimovová  | I. Leonidzeová |
| GS     | Moskva         | Květen   | S. Menezerová   | É. Mirandaová  | C. Căprioriuová | E. Šlezingrová       | M. Portelaová | A. Cottonová   | S. Althemanová |
| GS     | Rio de Janeiro | Červen   | P. Paretová     | E. Valentimová | J. Rogićová     | M. Barrosová         | N. Merliová   | K. Harrisinová | V. Zambottiová |
| GP     | Abú Zabí       | Říjen    | G. Chibanaová   | M. Kelmendiová | H. Receveauxová | K. Unterwurzacherová | M. Portelaová | C. Robergeová  | E. Andéolová   |
| GP     | Čching-tao     | Listopad | A. Rosseneuová  | Ma Jing-nan    | D. Sumijá       | M. Tanakaová         | Čchen Fej     | A. Velenšeková | Jü Sung        |
| GS     | Kano Cup       | Prosinec | H. Asamiová     | J. Hašimotová  | A. Jamamotová   | M. Cuganeová         | L. Bolderová  | R. Satóová     | M. Tačimotová  |

### Světový pohár

#### Muži
| turnaj | turnaj       | měsíc    | superlehká váha | pololehká váha   | lehká váha     | polostřední váha | střední váha     | polotěžká váha | těžká váha       |
| ------ | ------------ | -------- | --------------- | ---------------- | -------------- | ---------------- | ---------------- | -------------- | ---------------- |
| SP     | Tbilisi      | Leden    | B. Šukvani      | L. Šavdatuašvili | N. Tatalašvili | A. Črikišvili    | V. Lipartelijani | D. Peters      | A. Okruašvili    |
| SP     | Oberwart     | Únor     | B. Šukvani      | P. Duprat        | Š. Óno         | L. Ciklauri      | D. Gerasimenko   | D. Peters      | O. Braison       |
| SP     | Praha        | Únor     | Čchö Kwang-hjon | L. Šavdatuašvili | F. Urani       | Y. Imamov        | D. Nišijama      | L. Krpálek     | O. Sason         |
| SP     | Miami        | Květen   | D. Santos       | G. Reiter        | R. Girones     | E. Lucenti       | A. González      | O. Despaigne   | O. Braison       |
| SP     | San Salvador | Květen   | F. López        | V. Sakamoto      | É. Briand      | M. Buga          | S. Kozel         | M. Theotônio   | J. O. Villalobos |
| SP     | Madrid       | Červen   | A. Galsťan      | M. Moguškov      | J. Ramírez     | A. Nacimiento    | L. Gobert        | T. Chajbulajev | A. Michajlin     |
| SP     | Lisabon      | Červen   | B. Mudranov     | A. Gadanov       | M. Isajev      | A. Schmitt       | A. Kukolj        | S. Samojlovič  | T. Riner         |
| SP     | Buenos Aires | Červen   | B. Šukvani      | L. Šavdatuašvili | I. Pereira     | A. Črikišvili    | R. Luna          | L. Žoržolijani | A. Okruašvili    |
| SP     | Ulánbátar    | Září     | D. Amartüvšin   | D. Tömörchüleg   | Kim Won-čung   | I. Vorobjov      | Kwak Tong-han    | B. Temüülen    | Čo Ku-ham        |
| SP     | Taškent      | Září     | N. Takató       | A. Abduldžalilov | M. Šaripov     | K. Nagašima      | J. Jošida        | D. Kobajaši    | T. Odžitani      |
| SP     | Řím          | Září     | L. Paischer     | D. Dragin        | F. Urani       | R. Gess          | A. Iddir         | R. Nunes       | J.-S. Bonvoisin  |
| SP     | Minsk        | Říjen    | G. Trinder      | P. Gagne         | A. Svirid      | A. Stěšenko      | A. Burns         | J. Austin      | Ž. Zabarskas     |
| SP     | Apia         | Listopad | A. McKenzie     | K. Chanmagomedov | B. Kajtmazov   | M. Chabačirov    | M. Purssey       | T. Slyfield    | R. Sajidov       |
| SP     | Čedžu        | Prosinec | H. Jamamoto     | Dž. Morišita     | Pang Kwi-man   | Hong Sok-ung     | K. Ikeda         | E. Enchbat     | M. Momose        |

#### Ženy
| turnaj | turnaj       | měsíc    | superlehká váha | pololehká váha          | lehká váha       | polostřední váha | střední váha         | polotěžká váha   | těžká váha     |
| ------ | ------------ | -------- | --------------- | ----------------------- | ---------------- | ---------------- | -------------------- | ---------------- | -------------- |
| SP     | Sofie        | Leden    | L. Payetová     | Che Chung-mej           | M. Roperová      | M. Trajdosová    | H. Miledová          | Čong Kjong-mi    | J. Ivaščenková |
| SP     | Budapešť     | Únor     | Čong Po-kjong   | J. Hašimotová           | A. Jamamotová    | M. Tanakaová     | Čchen Fej            | K. Harrisonová   | Čchin Čchien   |
| SP     | Varšava      | Únor     | O. Blancová     | An Kum-e                | V. Wächterová    | G. Émaneová      | Sol Kjong            | A. Tcheuméová    | I. Ortízová    |
| SP     | Miami        | Květen   | D. Mestreová    | Y. Bermoyová            | H. Carmichaelová | Y. Abelová       | O. Cortésová         | K. Karrisonová   | I. Ortízová    |
| SP     | San Salvador | Květen   | E. Carrillová   | A. Francisová Méthotová | T. Zeltnerová    | H. Martinová     | B. Grafová           | D. Chaláová      | —              |
| SP     | Bukurešť     | Červen   | A. Rosseneuová  | A. Chițuová             | A. Paviaová      | G. Howellová     | L. Décosseová        | A. Tcheuméová    | G. Blancová    |
| SP     | Tallinn      | Červen   | A. Climenceová  | J. Lissonová            | J. Müllerová     | G. Howellová     | L. Vargasová Kochová | A. Heiseová      | M. Slucká      |
| SP     | Buenos Aires | Červen   | E. Carrillová   | J. Pereiraová           | J. Aryechaová    | K. Camposová     | M. Pérezová          | D. Chaláová      | Wang Žuej      |
| SP     | Ulánbátar    | Září     | Čong Po-kjong   | J. Hašimotová           | D. Sumijá        | H. Jasumacuová   | Kim Song-jon         | Čong Ta-un       | Kim Či-jun     |
| SP     | Taškent      | Září     | Š. Rišonyová    | A. Podrjadovová         | Ž. Stankevičová  | J. Džerbiová     | L. Vildikanová       | A. Sejtimovová   | M. Slucká      |
| SP     | Řím          | Září     | V. Moscattová   | E. Morettiová           | H. Receveauxová  | T. Trstenjaková  | L. Bolderová         | G. Mentouopouová | E. Andéolová   |
| SP     | Istanbul     | Říjen    | A. Climenceová  | M. Kelmendiová          | I. Ilievová      | T. Trstenjaková  | E. Greveová          | C. Robergeová    | B. Z. Kayaová  |
| SP     | Apia         | Listopad | K. Renicksová   | L. Renicksová           | Kim Kjong-ok     | G. Howellová     | M. de Villiersová    | Čong Kjong-mi    | —              |
| SP     | Čedžu        | Prosinec | T. Jamazakiová  | Kim Mi-i                | M. Išikawaová    | K. Sanová        | Č. Araiová           | Čong Kjong-mi    | Jü Sung        |